# Punta Galicia
Punta Galicia är en ort i Mexiko.   Den ligger i kommunen Cuajimalpa de Morelos och delstaten Distrito Federal, i den sydöstra delen av landet, 19 km väster om huvudstaden Mexico City. Punta Galicia ligger 2 546 meter över havet och antalet invånare är 387.
Terrängen runt Punta Galicia är lite bergig. Runt Punta Galicia är det mycket tätbefolkat, med 1 692 invånare per kvadratkilometer. Närmaste större samhälle är Mexico City, 19,4 km öster om Punta Galicia. Runt Punta Galicia är det i huvudsak tätbebyggt.